# Badecon-le-Pin

Badecon-le-Pin este o comună în departamentul Indre, Franța. În 1 ianuarie 2022 avea o populație de 761 de locuitori.